# Leonardo de Matos Cruz
Leonardo de Matos Cruz (Niteroi, 2 de abril de 1986), más conocido como Léo Matos, es un futbolista brasileño que juega como defensa en el C. R. Vasco da Gama del Brasileirão.

## Carrera
Con sólo 17 años, siendo una promesa juvenil pasó a jugar en el club francés Olympique de Marsella, período que finalmente no fue muy satisfactorio. Retornó al Flamengo por un período de 6 meses, regresando luego por un segundo período al Marsella, siendo sólo parte del equipo de reserva. 
Terminó jugando la Serie A 2007 por el Paraná Club equipo con el que desciende.
En 2008 volvió a descender con el Figueirense.
Luego el Flamengo vendió el 50% del pase del jugador a los otros dueños, el club Tombense FC, quienes actualmente tienen la totalidad de su carta pase. En la temporada 2008 fue dado a préstamo al Figueirense, y luego en la temporada 2009/2010 fue prestado al Vila Nova.
Matos se unió al FC Chornomorets Odesa durante el receso de verano de la temporada 2009-10 de la Liga Premier de Ucrania. Su contrato inicial con dicho club expiró al final de la temporada, pero un nuevo contrato fue suscrito poco tiempo después.

## Trayectoria
| Club                         | País    | Año       |
| ---------------------------- | ------- | --------- |
| Olympique de Marsella        | Francia | 2004-2007 |
| C. R. Flamengo (préstamo)    | Brasil  | 2005-2006 |
| Tombense F. C.               | Brasil  | 2007-2010 |
| Paraná Clube (préstamo)      | Brasil  | 2007      |
| Figueirense F. C. (préstamo) | Brasil  | 2008      |
| Vila Nova F. C. (préstamo)   | Brasil  | 2009      |
| F. C. Chornomorets Odesa     | Ucrania | 2010-2014 |
| F. C. Dnipro Dnipropetrovsk  | Ucrania | 2014-2016 |
| PAOK de Salónica F. C.       | Grecia  | 2016-2020 |
| C. R. Vasco da Gama          | Brasil  | 2020-     |

## Palmarés

### Títulos nacionales
| Título              | Club                   | País   | Año  |
| ------------------- | ---------------------- | ------ | ---- |
| Copa de Grecia      | PAOK de Salónica F. C. | Grecia | 2017 |
| Copa de Grecia      | PAOK de Salónica F. C. | Grecia | 2018 |
| Superliga de Grecia | PAOK de Salónica F. C. | Grecia | 2019 |
| Copa de Grecia      | PAOK de Salónica F. C. | Grecia | 2019 |